# Sambahsa
Sambahsa ou Sambahsa-Mundialect ("sam" significa mesma, "bahsa" língua e "mundialect" é a fusão de "mundial" e "dialeto") é uma língua auxiliar criada pelo francês Olivier Simon. A língua foi inicialmente lançada em julho de 2007, se trata de uma fusão de língua reconstruída e língua auxiliar, cujo vocabulário vem do indo-europeu, modificado com base no uso moderno comum, e de outras línguas de fora desta família. 

## Alfabeto e fonologia
O alfabeto é composto por 26 letras latinas, ela são: a, b, c, d, e, f, g, h, i, j, k, l, m, n, o, p, q, r, s, t, u, v, w, x, y, z. A ortografia é regular, mas, ainda assim, complexa. O sambahsa ainda conta com o seu próprio sistema de transcrição fonética, a Transcrição Fonética do Sambahsa (TFS), cujas palavras geralmente estão entre colchetes [ ], as letras em caixa alta ou negrito dentro dos colchetes representam a sílaba tônica e dois pontos (:) representam que a vogal que vem antes dela é pronunciada um pouco mais demoradamente. 
[a] – /a/ – como “a” em “casa”.
[ä] – /ɛ/ – como “e” em “médico”.
[b] – /b/ – como “b” em barraca.
[c] – /ʃ/ – como “ch” em “machado”.
[d] – /d/ – como “d” em “dado”.
[e] – /e/ – como “e” em “cabelo”, mas não como em “médico”.
[ë] – /ə/ – seria algo próximo do “a” de “antena” e “trânsito”.
[f] – /f/ – como “f” em “filho”.
[g] – /g/ – como “g” em “garota”.
[h] – /h/ – como “r” em “raposa” ou “rr” em “carro”.
[i] – /i/ – como “i” em “ilha”.
[j] – /ʒ/ – como “j” em “janela”.
[k] – /k/ – como “c” em “casa”.
[l] – /l/ – como “l” em “lua”.
[m] – /m/ – como “m” em “mãe”.
[n] – /n/ – como “n” em “nadar”.
[o] – /o/ – como “o” em “óleo”, mas não como em “motor”.
[ö] – /ø/ – como “o” em “motor”, e não é como em “óleo”.
[p] – /p/ – como “p” em “pai”.
[q] – /x/ – como o “ach-laut” do alemão ou o “j” da palavra espanhola “jota”. 
[r] – /ʀ/ – como “r” em “caro” ou “baralho”, mas não como em “raposa”.
[s] – /s/ – como “s” em “sapo”.
[t] – /t/ – como “t” em “tatu”.
[u] – /u/ – como “u” em “Hugo”.
[ü] – /y/ – como o “u” do francês ou “ü” do alemão. 
[v] – /v/ – como “v” em “velho”.
[w] – /w/ – como “u” em “automóvel” ou “l” em “almoço”.
[x] – /ç/ – como o “ich-laut” do alemão ou o “h” da palavra inglesa “human”, é representado pelo “sh” da ortografia do Sambahsa. 
[y] – /j/ – como o “i” em “pai” ou “oito”, mas não como em “pia”.
[z] – /z/ – como “z” em “zero” ou “s” em “casa”.
[§] – /θ/ – como o “th” do inglês em “think”.
[tc] – /tʃ/ – como o “tch” de “tchau” e “atchim”.
[dj] – /dʒ/ – como o “d” de “dia” ou “admite” falado em algumas regiões do Brasil.
[ng] – /ŋ/ – como o “ng” das palavras inglesas “thing” e “king”.
[nk] – /ŋk/.

## Exemplos de frases
Kam leitte yu? – como você está?
Kam yarat ste yu? – quantos anos você tem?
Te lieubho – te amo